# アート・ファーマー
アート・ファーマー（Art Farmer、1928年8月21日 - 1999年10月4日）は、アメリカ合衆国出身のジャズ・トランペット奏者、フリューゲルホルン奏者。

## 来歴
アイオワ州カウンシル・グラフにて双子の一人として生まれる。一緒に生まれたアディソン・ファーマーも、後年プロのベーシストとなり、しばしば兄弟共演も行われた。
ライオネル・ハンプトン楽団で活動した後、1953年にプレスティッジ・レコードと契約し、初のリーダー・セッションを行う。同年にはクリフォード・ブラウンと共演。1957年から1958年にかけて、ソニー・クラークのレコーディングに参加。日本で人気の高い作品『クール・ストラッティン』でも、アートの演奏が聴ける。
1959年末から1962年末にかけて、サックス奏者ベニー・ゴルソンとの双頭バンド、ジャズテットで活動。アーゴから6枚のアルバムを発表する。その後はジム・ホールなどを従えて活動。この頃から、トランペットよりもフリューゲルホルンの演奏を重視し始める。
1968年から1970年代にかけて、ウィーンを拠点に活動。1980年代にはジャズテットの再結成に参加。
1990年代に入ると、トランペットとフリューゲルホルンの特徴を兼ね備えた新しい楽器、フランペットの演奏が中心となった。晩年にはヨーロピアン・ジャズ・トリオとも共演。
非常に生真面目な性格で、真剣に音楽と向き合う姿はすべての共演者から畏敬をもって見られていた。その性格は、端正でよく整理された美しいアドリブラインにも表れている。また、若い時分は麻薬禍にあえぐ先輩マイルス・デイヴィスを物心両面で支えており、生活に行き詰って楽器を質入れしてしまった彼に自分の楽器を快く貸したというエピソードもある。
他の共演者はジジ・グライス、ホレス・シルヴァー、フレディ・レッド、アート・テイラー、スティーヴ・キューン、ドナルド・バード、ジャッキー・マクリーン、バリー・ハリス、ダグ・ワトキンスなどが挙げられる。
1999年10月４日、ニューヨークにて死去。公表された死因は心臓麻痺。

## ディスコグラフィ

### リーダー作品（一部）
- 1953年～1954年 『アート・ファーマー・セプテット』 - The Art Farmer Septet (Prestige)
- 1954年 『アーリー・アート』 - Early Art (Prestige) 1962年
- 1954年～1955年 『ホエン・ファーマー・メット・グライス』 - When Farmer Met Gryce (Prestige)
- 1955年 『イーヴニング・イン・カサブランカ』 - Art Farmer Quintet featuring Gigi Gryce (Prestige) 1956年
- 1956年 ドナルド・バードと共同名義, 『2トランペット』 - 2 Trumpets (Prestige) 1957年
- 1956年 『ファーマーズ・マーケット』 - Farmer's Market (Prestige) 1958年
- 1957年 ドナルド・バード、Idrees Suliemanと共同名義, 『3トランペッツ』 - Three Trumpets (Prestige)
- 1957年 Last Night When We Were Young (ABC-Paramount) 1958年
- 1958年 Portrait of Art Farmer (Contemporary)
- 1958年 『モダンアート』 - Modern Art (United Artists)
- 1959年 『ブラス・シャウト』 - Brass Shout (United Artists)
- 1959年 The Aztec Suite (United Artists)
- 1960年 『アート』 - Art (Argo)
- 1961年 『パーセプション』 - Perception (Argo) 1964年
- 1962年 『リッスン・トゥ・アート・ファーマー＆オーケストラ』 - Listen to Art Farmer and the Orchestra (Mercury) 1979年
- 1963年 『インターアクション』 - Interaction (Atlantic)（ジム・ホールと共演）
- 1963年 『ライヴ・アット・ザ・ハーフ・ノート』 - Live at the Half-Note (Atlantic)（ライヴ）
- 1964年 『スエーデンに愛をこめて』 - To Sweden with Love (Atlantic)
- 1964年 The Many Faces of Art Farmer (Scepter)
- 1965年 『ブルースをそっと歌って』 - Sing Me Softly of the Blues (Atlantic)
- 1965年～1966年 『New York Jazz Sextet』 - Group Therapy (Scepter) 1966年
- 1966年 The Time and the Place: The Lost Concert (Mosaic) 2007年（ライヴ）
- 1966年 The Baroque Orchestraと共同名義, Baroque Sketches (Columbia) 1967年
- 1967年 『ザ・タイム・アンド・ザ・プレイス』 - The Time and the Place (Columbia)
- 1967年 『プレイズ・ザ・グレイト・ジャズ・ヒッツ』 - The Art Farmer Quintet Plays the Great Jazz Hits (Columbia)
- 1968年 Art Worker (Moon)
- 1968年 What Happens? (Campi)
- 1970年 In Europe (Enja)
- 1970年 From Vienna with Art (MPS)
- 1971年 Homecoming (Mainstream)
- 1975年 『イエスタデイズ・ソウツ』 - Yesterday's Thoughts (East Wind)
- 1975年 『トゥ・デューク・ウィズ・ラヴ』 - To Duke with Love (East Wind)
- 1976年 『おもいでの夏』 - The Summer Knows (East Wind)
- 1977年 『Crawl Space』(CTI)
- 1977年	『アート・ファーマー・ライブ・イン・TOKYO』 - Art Farmer Live in Tokyo (CTI)（「東京郵便貯金ホール」におけるライヴ）
- 1978年 『ビッグ・ブルース』 - Big Blues (CTI) 1979年
- 1979年 『ヤマ』 - Yama (CTI)
- 1981年 Manhattan (Soul Note) 1982年
- 1982年 Mirage (Soul Note)
- 1982年 Warm Valley (Soul Note) 1983年
- 1983年 『アンブロジア』 -  Ambrosia (DENON, Interface) 1984年
- 1983年 『処女航海』 - Maiden Voyage (DENON)（佐藤允彦が編曲、参加）
- 1984年 You Make Me Smile (Soul Note)
- 1987年 Something to Live For: The Music of Billy Strayhorn (Contemporary)
- 1987年 Azure (Soul Note)
- 1988年 Blame It on My Youth (Contemporary)
- 1989年 Ph.D. (Contemporary)
- 1989年 Frank Morganと共同名義, Central Avenue Reunion (Contemporary)（ライヴ）
- 1991年 『ソウル・アイズ』 - Soul Eyes (Enja)（ライヴ）
- 1994年 The Company I Keep (Arabesque)
- 1995年 The Meaning of Art (Arabesque)
- 1996年 Silk Road (Arabesque) 1997年
- 1996年 Live at Stanford Jazz Workshop (Monarch)（ライヴ）
- 1998年 Art Farmer Plays Standards (PAO)